# Юрмицький заказник
Державний зоологічний мисливський заказник «Юрмицький» імені О.В. Григор'єва (рос. Государственный зоологический охотничий заказник «Юрмычский» имени А.В. Григорьева) — заказник площею 19,4 тисяч га в Пишминському міському районі, Ірбітському і Комишловському муніципальних утвореннях Свердловської області. Заказник організований 24 березня 1982 року для збереження і підвищення чисельності кабана та козулі. До природного комплексу заказника відносяться козулі та кабан, а також лось, борсук, білка, глухар, тетерів та інші.